# Eleusine semisterilis
Eleusine semisterilis är en gräsart som beskrevs av Sylvia Mabel Phillips. Eleusine semisterilis ingår i släktet gåshirser, och familjen gräs.
Artens utbredningsområde är Kenya. Inga underarter finns listade i Catalogue of Life.